# Austrogymnocnemia bipunctata
Austrogymnocnemia bipunctata is een insect uit de familie van de mierenleeuwen (Myrmeleontidae), die tot de orde netvleugeligen (Neuroptera) behoort. 
Austrogymnocnemia bipunctata is voor het eerst wetenschappelijk beschreven door Esben-Petersen in 1915.